# Timo Werner
Timo Werner (Stuttgart, 6. ožujka 1996.) njemački je nogometaš koji igra na poziciji napadača. Trenutačno igra za RB Leipzig.

## Klupska karijera

### Stuttgart
Godine 2002. prešao je iz TSV Steinhaldenfelda u VfB Stuttgart. Tijekom sezone 2012./13. prebačen je u uzrast do 19 godina unatoč tome što je u to vrijeme imao samo šesnaest godina. 
Za seniore je debitirao kasnije te godine u utakmici kvalifikacijske faze UEFA Europske lige 2013./14. protiv Boteva iz Plovdiva. Werner je tada bio star 17 godina, 4 mjeseca i 25 dana te je time postao najmlađi debitant u povijesti kluba, rekord koji je prethodno držao Gerhard Poschner. U narednim tjednima postao je i najmlađi debitant Stuttgarta u Bundesligi, DFB-Pokalu te najmlađi strijelac u povijesti kluba, zabivši gol Eintracht Frankfurtu. Još jedan rekord oborio je 10. studenog kada je zabio 2 gola Freiburgu, čime je postao i najmlađi igrač u povijesti Bundeslige koji je postigao dva gola u jednoj utakmici.
Za Stuttgart je nastupao 95 puta te je pritom zabio 13 golova. Tijekom tog vremena postao je najmlađi igrač u povijesti Bundeslige s 50 nastupa u tom natjecanju. Taj je rekord 2018. godine oborio Kai Havertz, njegovi budući suigrač u Chelseaju. Stuttgart je u svibnju 2016. relegiran u 2. Bundesligu što je potaknulo Wernerov transfer u novopromovirani klub RB Leipzig koji se dogodio u idućem mjesecu.

### RB Leipzig
Dana 11. lipnja 2016. godine, Werner je potpisao četverogodišnji ugovor s RB Leipzigom. Transfer je iznosio 10 miljuna eura te je Werner postao najskuplje pojačanje u povijesti RB Leipziga. Dana 26. rujna 2016., na utakmici protiv Kölna, kada je bio star 20 godina i 203 dana, postao je najmlađi igrač u povijesti Bundeslige sa 100 nastupa u toj ligi. Tako je oborio rekord koji je prethodno držao Julian Draxler koji je u vrijeme postavljanja rekorda bio stariji 22 dana. Werner je završio sezonu 2016./17. s 21 golom, čime je postao najbolji njemački strijelac te sezone Bundeslige te je također pomogao Leipzigu da prvi put u klupskoj povijesti ostvari plasman u UEFA Ligu prvaka.
U ožujku 2018. godine, u utakmici protiv bivšeg kluba Stuttgarta, postao je najmlađi igrač sa 150 nastupa u Bundesligi, srušivši rekord koji je prethodno držao Karl-Heinz Körbel. Kasnije tog mjeseca pomogao je Leipzigu pobijediti Bayern Münchenu po prvi put, kada je zabio pobjednički gol za 2:1.

### Chelsea
Dana 18. lipnja 2020. Werner je pristao potpisati petogodišnji ugovor s Chelseajem koji je aktivirao njegovu otkupnu klauzulu od 47,5 milijuna funti. Klubu se pridružio 1. srpnja. Trinaest dana kasnije debitirao je za Chelsea u utakmici Premier lige protiv Brighton & Hove Albiona koji je poražen 3:1. Dana 29. rujna postigao je svoj prvi gol za klub u utakmici 4. runde Liga kupa protiv Tottenhama koju je Tottenham dobio 5:4 na penale (prije penala bilo je 1:1). Dana 17. listopada u utakmici protiv Southamptona koja je završila 3:3, zabio je svoja prva dva gola u Premier ligi te je asistirao Kaiju Havertzu za treći (3:3). Jedanaest dana kasnije zabio je svoj prvi gol u UEFA Ligi prvaka za Chelsea i to Krasnodaru.
Dana 5. svibnja 2021. Werner je postigao prvi gol na uzvratnoj polufinalnoj utakmici UEFA Lige prvaka 2020./21. u kojoj je Chelsea pobijedio Real Madrid 2:0. Tom pobjedom Chelsea se plasirao u finale tog natjecanja u kojem je igrao protiv Manchester Cityja u Portu. Manchester City izgubio je 0:1, a Werner je prvi put u svojoj karijeri osvojio UEFA Ligu prvaka.
Werner je 11. kolovoza 2021. igrao u utakmici UEFA Superkupa 2021. u kojoj je Chelsea dobio Villarreal 6:5 na penale (prije penala bilo je 1:1). Dana 8. prosinca 2021. Werner je postigao dva gola u utakmici UEFA Lige prvaka 2021./22. protiv Zenita koja je završila 3:3. Prvi gol postignut je u 82. sekundi utakmice što je najbrži gol u povijesti natjecanja koji je postigao neki igrač Chelseaja.

### Povratak u RB Leipzig
Dana 9. kolovoza 2022. Chelsea je prodao Wernera RB Leipzigu za 25,3 milijuna funta. Werner je s RB Leipzigom potpisao četverogodišnji ugovor. Za RB Leipzig ponovno je debitirao četiri dana kasnije kada je postigao gol u ligaškoj utakmici protiv Kölna s kojim je RB Leipzig igrao 2:2. Dana 1. listopada 2022. Werner je postigao svoj 100. i 101. klupski pogodak i to protiv Bochuma koji je poražen 4:0. Time je postao prvi igrač u povijesti kluba koji je postigao 100 ili više golova. Svoj 100. gol u Bundesligi postigao je 15. travnja 2023. kada je postigao dva gola protiv Augsburga kojeg je RB Leipzig dobio 3:2.

### Tottenham Hotspur (posudba)
RB Leipzig posudio je Wernera 9. siječnja 2024. Tottenham Hotspuru do kraja sezone uz mogućnost otkupa. Pet dana kasnije debitirao je i asistirao u ligaškom susretu protiv Manchester Uniteda koji je završio 2:2. Prvi pogodak za Tottenham Hotspur postigao je 2. ožujka protiv Crystal Palacea koji je poražen 3:1 u ligi. U svibnju 2024. Wernerova posudba produljena je do kraja iduće sezone uz mogućnost otkupa za 8,5 milijuna funti. S klubom je osvojio UEFA Europsku ligu.

## Reprezentativna karijera
Werner je predstavljao Njemačku u svim mlađim uzrastima od 15 do 21 godine, osim onog do 20 godina. Za mlađe uzraste Njemačke sveukupno je postigao 34 gola u 48 utakmice. Godine 2010. godine postigao je tri gola na svom prvom nastupu za uzrast do 15 godina u utakmici protiv Poljske. Dvije godine kasnije, bio je dio njemačke ekipe koja je izgubila u finalu Europskog prvenstva do 17 godina održanog u Sloveniji 2012. godine.
Za A selekciju debitirao je 22. ožujka 2017. u prijateljskoj utakmici protiv Engleske koja je poražena 1:0.
Werner je 17. svibnja 2017. godine pozvan u reprezentaciju za nastupanje na FIFA Konfederacijskom kupu koji je održan u Rusiji 2017. godine. U prvoj utakmici na natjecanju koja je odigrana protiv Australije, ušao je u igru umjesto Sandra Wagnera, dok je treću utakmicu u skupini, odigranu protiv Kameruna 25. lipnja počeo u prvoj postavi te je pritom postigao svoja prva dva gola za A selekciju. Četiri dana kasnije, Werner je postigao treći gol Njemačke u polufinalnoj utakmici protiv Meksika koji je poražen 4:1. U finalu odigranog 2. srpnja 2017. godine protiv Čilea, Werner je asistirao Larsu Stindlu za jedini gol na toj utakmici. Postigavši tri gola i dvije asistentcije, Werner je proglašen najboljim strijelcem turnira.
Bio je član njemačke momčadi za Svjetskom prvenstvu 2018. održanog u Rusiji. Na Svjetskom prvenstvu debitirao je 17. lipnja kada je Njemačka izgubila 1:0 od Meksika. Igrao je u preostale dvije utakmice grupne faze, no nije postigao niti jedan gol. Njemačka je na tom Svjetskom prvenstvu ispala u grupnoj fazi i to prvi put od Svjetskog prvenstva 1938.
Dana 19. svibnja 2021. Werner je imenovan članom njemačke momčadi za odgođeno Europsko prvenstvo 2020. Dana 14. lipnja 2022. Werner je postigao dva gola u utakmici UEFA Lige nacija 2022./23. u kojoj je Njemačka pobijedila Italiju 5:2. To je bila prva utakmica u kojoj je Italija primila pet ili više golova od 12. svibnja 1957. kada je izgubila od Jugoslavije 6:1.

## Priznanja

### Individualna
- Medalja „Fritz Walter” do 17 godina: 2013.[48]
- Medalja „Fritz Walter” do 19 godina: 2015.[49]
- Idealnih 11 UEFA Lige prvaka: 2017.[50]
- Zlatna kopačka FIFA Konfederacijskog kupa: 2017.[41]
- Član momčadi sezone UEFA Europske lige: 2017./18.[51]
- Član momčadi sezone Bundeslige prema kickeru: 2019./20.[52]
- Član momčadi mjeseca Bundeslige: studeni 2019., prosinac 2019.[53]

### Klupska
RB Leipzig
- DFB-Pokal: 2022./23.;[54] finalist  2018./19.[55]
- DFL-Supercup: 2023.[56]

Chelsea
- UEFA Liga prvaka: 2020./21.[57]
- UEFA Superkup: 2021.[58]
- FIFA Svjetsko klupsko prvenstvo: 2021.[59]
- Finalist FA kupa: 2020./21.,[60] 2021./22.[61]
- Finalist Engleskog Liga kupa: 2021./22.[62]

Tottenham Hotspur
- UEFA Europska liga: 2024./25.[63]

### Reprezentativna
Njemačka
- FIFA Konfederacijski kup: 2017.[64]

## Vanjske poveznice
- Profil, Chelsea
- Profil, Njemački nogometni savez
- Timo Werner u UEFA-inim natjecanjima (arhivirane) (engl.)
- Profil, fussballdaten.de (njem.)
- Profil, Soccerway